# Idroclorborite
L'idroclorborite è un minerale.